# Lijst van voetbalinterlands Kenia - Zimbabwe
Deze lijst van voetbalinterlands is een overzicht van alle officiële voetbalwedstrijden tussen de nationale teams van Kenia en Zimbabwe. De landen hebben tot op heden veertien keer tegen elkaar gespeeld. De eerste wedstrijd, een wedstrijd tijdens de CECAFA Cup 1982, vond plaats op 24 november 1982 in Kampala (Oeganda). Het laatste duel, een kwalificatiewedstrijd voor de Afrika Cup 2025, werd gespeeld in Polokwane (Zuid-Afrika) op 15 november 2024.

## Wedstrijden
| №  | Plaats         | Datum            | Competitie                   | Wedstrijd        | Uitslag |
| -- | -------------- | ---------------- | ---------------------------- | ---------------- | ------- |
| 1  | Kampala        | 24 november 1982 | CECAFA Cup 1982              | Kenia − Zimbabwe | 2 − 1   |
| 2  | Nairobi        | 26 november 1983 | CECAFA Cup 1983              | Kenia − Zimbabwe | 1 − 0   |
| 3  | Harare         | 6 oktober 1985   | CECAFA Cup 1985              | Zimbabwe − Kenia | 1 − 1   |
| 4  | Harare         | 13 oktober 1985  | CECAFA Cup 1985              | Zimbabwe − Kenia | 2 − 0   |
| 5  | Harare         | 5 juli 1987      | Afrika Cup 1988 kwalificatie | Zimbabwe − Kenia | 1 − 1   |
| 6  | Nairobi        | 18 juli 1987     | Afrika Cup 1988 kwalificatie | Kenia − Zimbabwe | 0 − 0   |
| 7  | Blantyre       | 19 november 1988 | CECAFA Cup 1988              | Kenia − Zimbabwe | 0 − 0   |
| 8  | Nairobi        | 9 december 1989  | CECAFA Cup 1989              | Kenia − Zimbabwe | 2 − 1   |
| 9  | Nairobi        | 14 juni 2008     | WK 2010 kwalificatie         | Kenia − Zimbabwe | 2 − 0   |
| 10 | Harare         | 22 juni 2008     | WK 2010 kwalificatie         | Zimbabwe − Kenia | 0 − 0   |
| 11 | Lilongwe       | 26 maart 2024    | Vriendschappelijk            | Zimbabwe − Kenia | 1 − 3   |
| 12 | Port Elizabeth | 2 juli 2024      | COSAFA Cup 2024              | Kenia − Zimbabwe | 2 − 0   |
| 13 | Kampala        | 6 september 2024 | Afrika Cup 2025 kwalificatie | Kenia − Zimbabwe | 0 − 0   |
| 14 | Polokwane      | 15 november 2024 | Afrika Cup 2025 kwalificatie | Zimbabwe − Kenia | 1 − 1   |

## Samenvatting
| Competitie              | Totaal gespeeld | Winst Kenia | Gelijk | Winst Zimbabwe | Doelsaldo Kenia – Zimbabwe |
| ----------------------- | --------------- | ----------- | ------ | -------------- | -------------------------- |
| WK-kwalificatie         | 2               | 1           | 1      | 0              | 2 − 0                      |
| Afrika Cup-kwalificatie | 4               | 0           | 4      | 0              | 2 − 2                      |
| COSAFA Cup              | 1               | 1           | 0      | 0              | 2 − 0                      |
| CECAFA Cup              | 6               | 3           | 2      | 1              | 6 − 5                      |
| Vriendschappelijk       | 1               | 1           | 0      | 0              | 3 − 1                      |
| Totaal                  | 14              | 6           | 7      | 1              | 15 − 8                     |

## Details

### Zesde ontmoeting
| Afrika Cup 1988 kwalificatie (Nairobi, Kenia, 18 juli 1987): |       |          |
| Kenia                                                        | 0 – 0 | Zimbabwe |
|                                                              | goals |          |

### Zevende ontmoeting
| CECAFA Cup (Blantyre, Malawi, 19 november 1988): |       |          |
| Kenia                                            | 0 – 0 | Zimbabwe |
|                                                  | goals |          |

### Tiende ontmoeting
| WK 2010 kwalificatie (Harare, Zimbabwe, 22 juni 2008): |       |       |
| Zimbabwe                                               | 0 – 0 | Kenia |
|                                                        | goals |       |

KFF · Selecties · Keniaans vrouwenelftal
1926 – 1939 · 
1940 – 1949 · 
1950 – 1959 · 
1960 – 1969 · 
1970 – 1979 · 
1980 – 1989 · 
1990 – 1999 · 
2000 – 2009 · 
2010 – 2019 ·
2020 − 2029
Algerije ·
Angola ·
Australië ·
Bahrein ·
Botswana ·
Burkina Faso ·
Burundi ·
Centraal-Afrikaanse Republiek ·
China ·
Comoren ·
Congo-Brazzaville ·
Congo-Kinshasa ·
Djibouti ·
Egypte ·
Equatoriaal-Guinea ·
Eritrea ·
Ethiopië ·
Gabon ·
Gambia ·
Ghana ·
Guinee ·
Guinee-Bissau ·
India ·
Indonesië ·
Irak ·
Iran ·
Ivoorkust ·
Jemen ·
Jordanië ·
Kaapverdië ·
Kameroen ·
Koeweit ·
Lesotho ·
Liberia ·
Libië ·
Madagaskar ·
Malawi ·
Maleisië ·
Mali ·
Marokko ·
Mauritanië ·
Mauritius ·
Mozambique ·
Namibië ·
Nieuw-Zeeland ·
Nigeria ·
Oeganda ·
Oman ·
Pakistan ·
Qatar ·
Rusland ·
Rwanda ·
Senegal ·
Seychellen ·
Sierra Leone ·
Soedan ·
Somalië ·
Swaziland ·
Taiwan ·
Tanzania ·
Thailand ·
Togo ·
Trinidad en Tobago ·
Tunesië ·
Verenigde Arabische Emiraten ·
Zambia ·
Zimbabwe ·
Zuid-Afrika ·
Zuid-Korea ·
Zuid-Soedan ·
Zwitserland
ZFA ·
Bondscoaches ·
Selecties · 
Topscorers · 
Zimbabwaans vrouwenelftal
1980 – 1989 · 
1990 – 1999 · 
2000 – 2009 · 
2010 – 2019 ·
2020 − 2029
1980 · 
1981 · 
1982 · 
1983 · 
1984 · 
1985 · 
1986 · 
1987 · 
1988 · 
1989 · 
1990 · 
1991 · 
1992 · 
1993 · 
1994 · 
1995 · 
1996 · 
1997 · 
1998 · 
1999 · 
2000 · 
2001 · 
2002 · 
2003 · 
2004 · 
2005 · 
2006 · 
2007 · 
2008 · 
2009 · 
2010 · 
2011 · 
2012 · 
2013 · 
2014 ·
2015 ·
2016 ·
2017 ·
2018 · 
2019 ·
2020 ·
2021 ·
2022 ·
2023
Algerije ·
Angola ·
Australië ·
Bahrein ·
Benin ·
Bosnië en Herzegovina · 
Botswana ·
Brazilië · 
Burkina Faso ·
Burundi ·
Centraal-Afrikaanse Republiek ·
China ·
Comoren ·
Congo-Brazzaville ·
Congo-Kinshasa ·
Djibouti ·
Egypte ·
Eritrea ·
Ethiopië ·
Gabon ·
Ghana ·
Guinee ·
Indonesië ·
Ivoorkust ·
Jordanië ·
Kaapverdië ·
Kameroen ·
Kenia ·
Koeweit ·
Lesotho ·
Liberia ·
Libië ·
Madagaskar ·
Malawi ·
Mali ·
Marokko ·
Mauritanië ·
Mauritius ·
Mozambique ·
Namibië ·
Nigeria ·
Oeganda ·
Oman ·
Rwanda ·
Qatar ·
Saoedi-Arabië ·
Senegal ·
Seychellen ·
Soedan ·
Somalië ·
Swaziland ·
Tanzania ·
Togo ·
Tunesië ·
Vietnam ·
Zaïre ·
Zambia ·
Zuid-Afrika · 
Zwitserland